# Pterocaulon verbascifolium
Pterocaulon verbascifolium là một loài thực vật có hoa trong họ Cúc. Loài này được (F.Muell. ex Benth.) Benth. & Hook. ex F.Muell. miêu tả khoa học đầu tiên năm 1882.